# L'Info du vrai
L'Info du vrai est une émission de télévision française de décryptage de l'actualité présentée par Yves Calvi du Lundi au Vendredi. Elle est diffusée entre le 4 septembre 2017 et le 28 juin 2021 sur la chaîne Canal+, et rediffusée sur CNews. À la rentrée 2018 elle est diffusée sur Be 1 en Belgique.
L'émission est diffusée « en clair » (accessible sans abonnement) du lundi au vendredi en access prime-time et principalement en direct.

## Concept
Yves Calvi et ses chroniqueurs décryptent l'information pour mieux la comprendre en différenciant le vrai du faux. 

## Diffusion
L'émission est diffusée du lundi au vendredi de 18 h 30 à 20 h 55. Durant la saison 1, elle était ensuite rediffusée sur la chaine CNews de 21 h 30 à 23 h 30 ainsi que de 4 h 30 à 6 h. Durant la saison 2, l'émission est rediffusée à 23 h 30, toujours sur CNews.

## Fiche technique
- Producteur : Jérôme Bellay
- Rédaction en chef : Manuel Saint-Paul, Sébastien Sill, Alain Contrepas, Karine Bouteloup
- Auteurs météo : Camille Lavabre, Rémi Boyes
- Conception décor : Franck Fellemann
- Construction décor : L'Usine à 5 Pattes
- Conception sculpture : Pierre Brault
- Conception lumière : Rudy Bouchoucha
- Directeur de production : Maxime Fouché
- Chargée de production : Cécile Bouquet
- Présentateur : Yves Calvi (L'actu et L'évènement) et Isabelle Moreau (Le Mag)

## Chroniqueurs

### L'info du vrai: l'actu et l'événement
- Georges-Marc Benamou, journaliste[1]
- Anne Fulda, grand reporter au Figaro[1]
- Carl Meeus, rédacteur en chef du service politique du Figaro Magazine[2]
- Ghislaine Ottenheimer, rédactrice en chef de Challenges[1]
- Anne Rosencher, directrice déléguée à la rédaction de L'Express

### L'info du vrai: le mag
Depuis la saison 1 :
- Camille Lavabre, miss météo de Canal+[3]
- David Abiker, journaliste à Europe 1[1]
- Laurie Cholewa, journaliste à Canal+ (la chronique cinéma)

Depuis la saison 2 :
- Léa Lando, chronique humoristique
- Iban Raïs, journaliste
- Laurianne Mellière, journaliste et chroniqueuse (la chronique tendance)
- Gérard Collard, libraire et chroniqueur littéraire
- Daniel Schick, journaliste culture ("D'art et d'actualité")
- Paul de Saint Sernin, journaliste et chroniqueur ("L'info du vrai ou faux")
- Philippine Darblay, animatrice et chroniqueuse (tendance)
- Camille Tissot, humoriste ("J'y étais")

## Identité visuelle (logo)

Logo de l'émission depuis septembre 2017.

## Audiences
| 1              | Lundi 4 septembre 2017    | 18 h 20 - 20 h | 187 000                 | 1,1 %          | [ 4 ]   |                |         |       |
| 1              | Lundi 4 septembre 2017    | 20 h - 20 h 40 | 139 000                 | 0,6 %          | [ 4 ]   |                |         |       |
| 2              | Mardi 5 septembre 2017    | 18 h 20 - 20 h | 109 000                 | 1 %            | [ 5 ]   |                |         |       |
| 2              | Mardi 5 septembre 2017    | 20 h - 20 h 40 | 126 000                 | 0,6 %          | [ 5 ]   |                |         |       |
| 3              | Mercredi 6 septembre 2017 | 18 h 20 - 20 h | 198 000                 | 1,2 %          | [ 6 ]   |                |         |       |
| 3              | Mercredi 6 septembre 2017 | 20 h - 20 h 40 |                         | %              |         |                |         |       |
| 4              | Jeudi 7 septembre 2017    | 18 h 20 - 20 h | 206 000                 | 1,3 %          | [ 7 ]   |                |         |       |
| 4              | Jeudi 7 septembre 2017    | 20 h - 20 h 40 | 145 000                 | 0,7 %          | [ 7 ]   |                |         |       |
| 5              | Vendredi 8 septembre 2017 | 18 h 20 - 20 h | 126 000                 | 0,8 %          |         | 20 h - 20 h 40 | 129 000 | 0,6 % |
| 5              | Vendredi 8 septembre 2017 | 6              | Lundi 11 septembre 2017 | 18 h 20 - 20 h | 133 000 | 1,2 %          | [ 8 ]   |       |
| 20 h - 20 h 40 | 135 000                   | 6              | Lundi 11 septembre 2017 | 0,6 %          |         |                | [ 8 ]   |       |
| 6              | Mardi 16 janvier 2018     | 18 h 20 - 20 h | 150 000                 | 1,1 %          | [ 9 ]   |                |         |       |
| 6              | Mardi 16 janvier 2018     | 20 h - 20 h 40 | 180 000                 | 0,8 %          | [ 9 ]   |                |         |       |
|                | Vendredi 20 mars 2020     | 18 h 20 - 20 h | 557 000                 | 2,3 %          | [ 10 ]  |                |         |       |

## Arrêt
En mars 2021, le magazine Télérama révèle que l'émission s'arrêtera à la fin de la saison à cause de faibles audiences. Cette information est confirmée par Gérald-Brice Viret, patron des programmes de Canal+ contacté par le magazine.